# I Rantzau
I Rantzau  è un'opera in quattro atti del compositore Pietro Mascagni (1892), su libretto di Guido Menasci e Giovanni Targioni-Tozzetti, basato sull'opera omonima dello scrittore francese Emile Erckmann, tratta dal suo romanzo (1882) Les Deux Frères (I due fratelli).

## Opera
Ebbe la prima al Teatro La Pergola di Firenze, il 10 novembre 1892.
L'ouverture è nota ed è stata registrata a Berlino diretta dallo stesso Mascagni, nel 1927. La parte del soprano nel primo atto è un ottimo esempio di verismo, e ha un impatto emotivo che stabilisce un parallelismo con Cavalleria rusticana; di grande impatto melodico è l'Intermezzo, che è molto orecchiabile e ricorda quello di Cavalleria rusticana. Il duetto soprano/tenore è abbastanza impressionante ed è stato registrato in tempi moderni da Plácido Domingo e Renata Scotto, ma l'opera rimane sfuggente, soprattutto perché ne è stata fatta un'unica registrazione, difficile da trovare.
Oggi in copia anastatica il libretto dell'opera è presente nell'edizione della Belforte Editore Libraio di proprietà della Books & Company di Sergio Tani.

## Ruoli
| Personaggio     | Voce         | Cast della prima 10 novembre 1892 (Direttore: Rodolfo Ferrari) |
| --------------- | ------------ | -------------------------------------------------------------- |
| Gianni Rantzau  | baritono     | Mattia Battistini                                              |
| Giorgio         | tenore       | Fernando De Lucia                                              |
| Luisa           | soprano      | Hariclea Darclée                                               |
| Giacomo Rantzau | basso        | Luigi Broglio                                                  |
| Fiorenzo        | baritono     | Edoardo Sottolana                                              |
| Giulia          | mezzosoprano | Stefania Collamarini                                           |
| Lebel           | tenore       | Giovanni Paroli                                                |